# Mizu shingen mochi
Mizu shingen mochi (水信玄餅, regendruppel-cake), ook bekend als Raindrop cake, is een Japans dessert, gemaakt van water en agaragar, dat op een regendruppel lijkt.
Mizu shingen mochi werd voor het eerst populair in Japan in 2014 en kreeg later internationale bekendheid. Het gerecht is als een vernieuwde versie van het traditionele Japanse dessert shingen mochi (信玄餅). Mizu shingen mochi is een wagashi (Japanse zoetwaar). Binnen de wagashi valt de mochi onder de namagashi, welke een vochtgehalte van 30% of meer hebben.

## Herkomst
Shingen mochi werd voor het eerst gemaakt als noodvoedsel tijdens het Sengoku-tijdperk door de Daimyo, Takeda Shingen. Het werd gemaakt van rijstmeel en suiker.
In het moderne Japan begon de lokale bevolking in Hokuto-cho vers mineraalwater in het dessert op te nemen. Mizu betekent water in het Japans en shingen mochi is een type mochi (zoete cake van kleefrijstmeel). Het bedrijf Kinseiken Seika Company in de Yamanashi-prefectuur was een van de eerste winkels die dit verkocht. Het jaar daarvoor, in 2013, wilde de maker het idee uitproberen om eetbaar water te fabriceren. Het dessert ging viraal op social media en mensen reisden van heinde en verre om het gerecht te kunnen proeven.
Darren Wong introduceerde het gerecht in de Verenigde Staten in New York op de voedselbeurs van Smorgasburg in april 2016. Kort daarna werkte het Londense restaurant Yamagoya vier maanden aan de ontwikkeling van een andere versie.

## Beschrijving
Het gerecht is gemaakt van mineraalwater en agaragar; het heeft dus vrijwel geen calorieën. Het water van het originele recept werd verkregen van de berg Kaikoma in de Zuid-Japanse Alpen, wat van nature zoeter is. De agaragar  is een vegetarisch en veganistisch alternatief voor gelatine omdat het gemaakt wordt van zeewier. Na te zijn verwarmd, wordt het gevormd en afgekoeld. Het wordt geserveerd met kinako (geroosterde sojabonenmeel) en kuromitsu (bruinesuikersiroop). Het eindresultaat lijkt op een transparante regendruppel, hoewel het ook wel eens wordt vergeleken met borstimplantaten en kwallen.
Het grotendeels smakeloze dessert smelt als het in de mond komt en moet onmiddellijk worden gegeten, anders smelt het tot een plasje water en begint het na twintig minuten te verdampen.
Het dessert wordt ook verkocht in kits om zelf thuis te maken.